# 徽子女王
徽子女王（日语：／ Kishi Joō */?，929年—985年）是日本平安時代中期女王、歌人，父親是重明親王，母親是藤原寬子，朱雀天皇在位期間擔任齋宮，後來成為村上天皇女御，因此又有齋宮女御、承香殿女御等稱號，三十六歌仙和女房三十六歌仙之一。

## 生平
承平6年（936年）9月，徽子成為齋宮，其母在天慶8年（945年）死去後退任。天曆2年（948年），她成為村上天皇的後宮，翌年就任女御。按《源語秘訣》引用《吏部王記》記載，典侍在兩人結婚之時獻上了三日夜餅。同年，她誕下規子內親王。按《日本紀略》貞元2年9月16日（977年10月30日）條記載：「遵從野宮規定的伊勢齋宮規子內親王在西河進行禊後，出發前往伊勢齋宮。天皇（圓融天皇）特意走出承明門，於建禮門小宮殿送別她。」（伊勢齋宮規子內親王從野宮禊西河。參向伊勢齋宮。天皇出自承明門。建禮門御小宮殿奉送。），同年9月17日（977年10月31日）條：「宣旨。伊勢齋王之母女御徽子不顧圓融天皇的阻止，與規子一同前往（伊勢齋宮）一事並無先例。」（宣旨。伊勢齋王母女御（徽子）相從下向。是無先例。早可令留者。），為後來《源氏物語》第十帖「賢木」中提到六條御息所與其女齋宮一同出發的情節的原型。永觀2年（984年），圓融天皇讓位予花山天皇，她與規子一同回到平安京不久後出家。寬和元年（985年），死去。

## 作品
徽子是三十六歌仙之一，村上天皇後宮中最優秀的歌人，也擅彈古琴，中古三十六歌仙之一的馬內侍曾經也在她手下辦事，另外她也精於書道。和歌風格上大多以知性為主，散發出哀愁感，家集是《齋宮女御集》，共有四個版本，皆以第三人稱的敬語形式寫成，編撰時期不明，內容分類也不統一，以她在女御時代的贈答歌為主。四個版本分別是宮內廳書陵部藏《齋宮女御集》（和歌163首，其中兩首為連歌）、西本願寺本《西本願寺本三十六人家集》（和歌265首）、正保版《歌仙歌集》（和歌120首）和小島切（和歌99首）。其中，東京國立博物館館藏傳小野道風作品齋宮女御集斷簡（小島切）為重要美術品，石川縣個人藏齋宮女御集斷簡（小島切）和德川黎明會藏齋宮女御集（唐紙）為重要文化財、西本願寺本三十六人家集和手鑑「藻鹽草」 徽子女王家集（齋宮女御集）斷簡（小島切）則是國寶。